# دانلی (آلاسکا)
دانلی (به انگلیسی: Donnelly) یک منطقهٔ مسکونی در ایالات متحده آمریکا است که در Southeast Fairbanks Census Area واقع شده‌است. دانلی ۵۴۴٫۰۷ متر بالاتر از سطح دریا واقع شده‌است.